# Молокаи
Молокаи (енгл. Molokaʻi) је острво САД које припада савезној држави Хаваји. Његова површина износи 673,4 km², са највећом дужином и ширином 61 са 16 km. Ово га чини петим по величини од главних Хавајских острва, односно 27. од острва која припадају Сједињеним Америчким Државама. Острво је такође пето по насељености од осам главних Хавајских острва са 7.345 становника.

## Географија
Острво је постало из два различита штитаста вулкана, већег Источног и много мањег Западног Молокаʻиа. Највиша тачка је Камакоу на Источном Молокаију, са 1.510 m надморске висине.